# Via ocular
Via ocular ou via conjuntival é uma via de administração pela aplicação de fármacos sobre a conjuntiva do olho.